# American Basketball Association 2001-2002
La stagione di American Basketball Association 2001-2002 fu la 2ª stagione della nuova ABA. La stagione finì con la vittoria dei Kansas City Knights, che sconfissero i Southern California Surf per 118 a 113 nella finale unica disputata.
Entrarono a far parte della Lega altre tre franchigie: i Kentucky Pro Cats, i Phoenix Eclipse e i Southern California Surf.
Cessarono invece di esistere i Los Angeles Stars, i Memphis Houn'Dawgs, i San Diego WildFire e i Tampa Bay ThunderDawgs.
Infine i Chicago Skyliners si trasferirono a Las Vegas, diventando i Las Vegas Slam.

## Squadre partecipanti
- Detroit Dogs
- Indiana Legends
- K.C. Knights
- Kentucky Pro Cats

- Las Vegas Slam
- Phoenix Eclipse
- So.Cal. Surf

## Classificaregular season
| Squadra                  | V  | P  | PCT  |
| ------------------------ | -- | -- | ---- |
| Kansas City Knights      | 35 | 5  | 86,5 |
| Southern California Surf | 23 | 14 | 62,2 |
| Phoenix Eclipse          | 19 | 15 | 55,9 |
| Detroit Dogs             | 11 | 17 | 39,3 |
| Kentucky Pro Cats        | 12 | 21 | 36,3 |
| Indiana Legends          | 10 | 22 | 31,3 |
| Las Vegas Slam           | 7  | 20 | 25,9 |

## Playoffs
|  | Quarti di finale | Quarti di finale    | Quarti di finale |             |                     | Semifinali          | Semifinali | Semifinali |  |  | Finali ABA | Finali ABA | Finali ABA |  |
|  |                  |                     |                  |             |                     |                     |            |            |  |  |            |            |            |  |
|  | 2                | Southern California | 124              |             |                     |                     |            |            |  |  |            |            |            |  |
|  | 2                | Southern California | 124              |             |                     |                     |            |            |  |  |            |            |            |  |
|  | 5                | Kentucky            | 111              |             |                     |                     |            |            |  |  |            |            |            |  |
|  | 5                | Kentucky            | 111              |             | 2                   | Southern California | 93         |            |  |  |            |            |            |  |
|  |                  |                     |                  |             | 2                   | Southern California | 93         |            |  |  |            |            |            |  |
|  |                  |                     | 3                | Phoenix     | 90                  |                     |            |            |  |  |            |            |            |  |
|  | 3                | Phoenix             | 3                | Phoenix     | 90                  | 112                 |            |            |  |  |            |            |            |  |
|  | 3                | Phoenix             |                  |             |                     |                     |            |            |  |  |            |            |            |  |
|  | 4                | Detroit             | 97               |             |                     |                     |            |            |  |  |            |            |            |  |
|  | 4                | Detroit             | 97               |             | Southern California | Southern California | 113        |            |  |  |            |            |            |  |
|  |                  |                     |                  |             |                     |                     |            |            |  |  |            |            |            |  |
|  |                  |                     | Kansas City      | Kansas City | 118                 |                     |            |            |  |  |            |            |            |  |
|  | 1                | Kansas City         | Kansas City      | Kansas City | 118                 | bye                 |            |            |  |  |            |            |            |  |
|  | 1                | Kansas City         |                  |             |                     |                     |            |            |  |  |            |            |            |  |
|  |                  |                     |                  |             |                     |                     |            |            |  |  |            |            |            |  |
|  |                  | 1                   | Kansas City      | 110         |                     |                     |            |            |  |  |            |            |            |  |
|  |                  |                     |                  | 110         |                     |                     |            |            |  |  |            |            |            |  |
|  |                  |                     | 7                | Las Vegas   | 101                 |                     |            |            |  |  |            |            |            |  |
|  | 6                | Indiana             | 7                | Las Vegas   | 101                 | 94                  |            |            |  |  |            |            |            |  |
|  | 6                | Indiana             |                  |             |                     |                     |            |            |  |  |            |            |            |  |
|  | 7                | Las Vegas           | 115              |             |                     |                     |            |            |  |  |            |            |            |  |

| Campione ABA 2002             |
| ----------------------------- |
| Kansas City Knights 1º titolo |

## Premi ABA
- ABA Most Valuable Player: Pete Mickeal[2], Kansas City Knights
- ABA Championship Tournament Most Valuable Player:   Pete Mickeal, Kansas City Knights